# Rafael Torreblanca

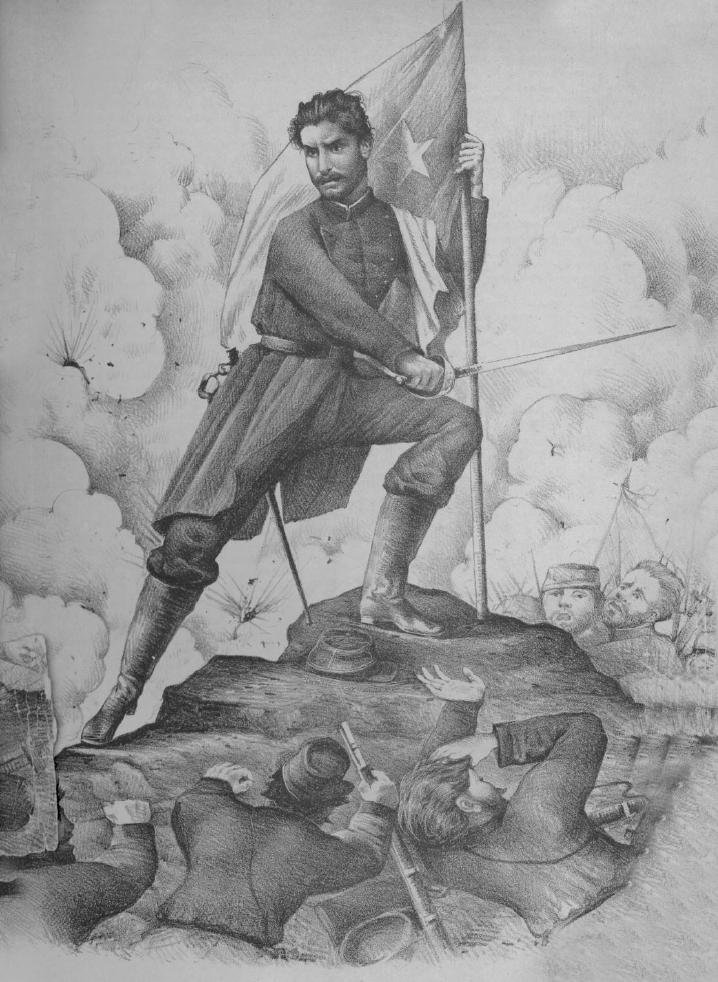
Rafael Torreblanca en una idealización artística.

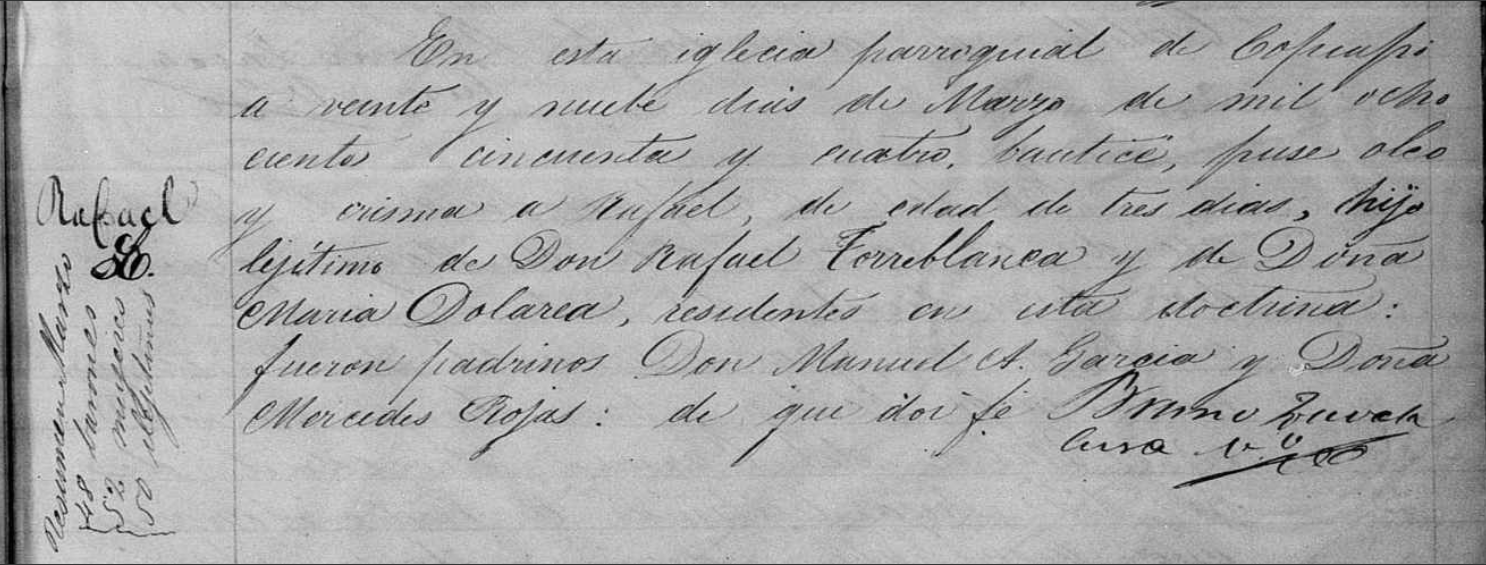
Acta de bautizo fechada en 29 de marzo de 1854.

Rafael Torreblanca Dolarea (Copiapó; 26 de marzo de 1854-Tacna; 26 de mayo de 1880) fue un militar chileno que reflejó en su correspondencia hechos y pensamientos sobre la guerra del Pacífico con gran calidad literaria.
Fue hijo de Rafael Torreblanca y de María Dolarea Vallejos, entre una familia de trece hermanos.
En 1872, empezó a trabajar como ensayador de metales, pero su espíritu aventurero lo impulsó a ir a Cuba para luchar por la independencia de ese país, aún capitanía general de España. Para este efecto, viajó a Lima, donde lo disuadió de tal aventura uno de sus hermanos mayores, Zacarías, a la sazón profesor del Colegio Inglés de Lima.
Allí se dedicó a la enseñanza, aunque su posición de maestro en Perú fue sumamente precaria. La solución de un problema de contabilidad para la cual se ofrecía un premio por la prensa limeña y la casa comercial Dreyfus, le proporcionó una mediana cantidad de dinero que le permitió solventar las deudas de su hermano y regresar luego a Chile.

## Guerra del Pacífico

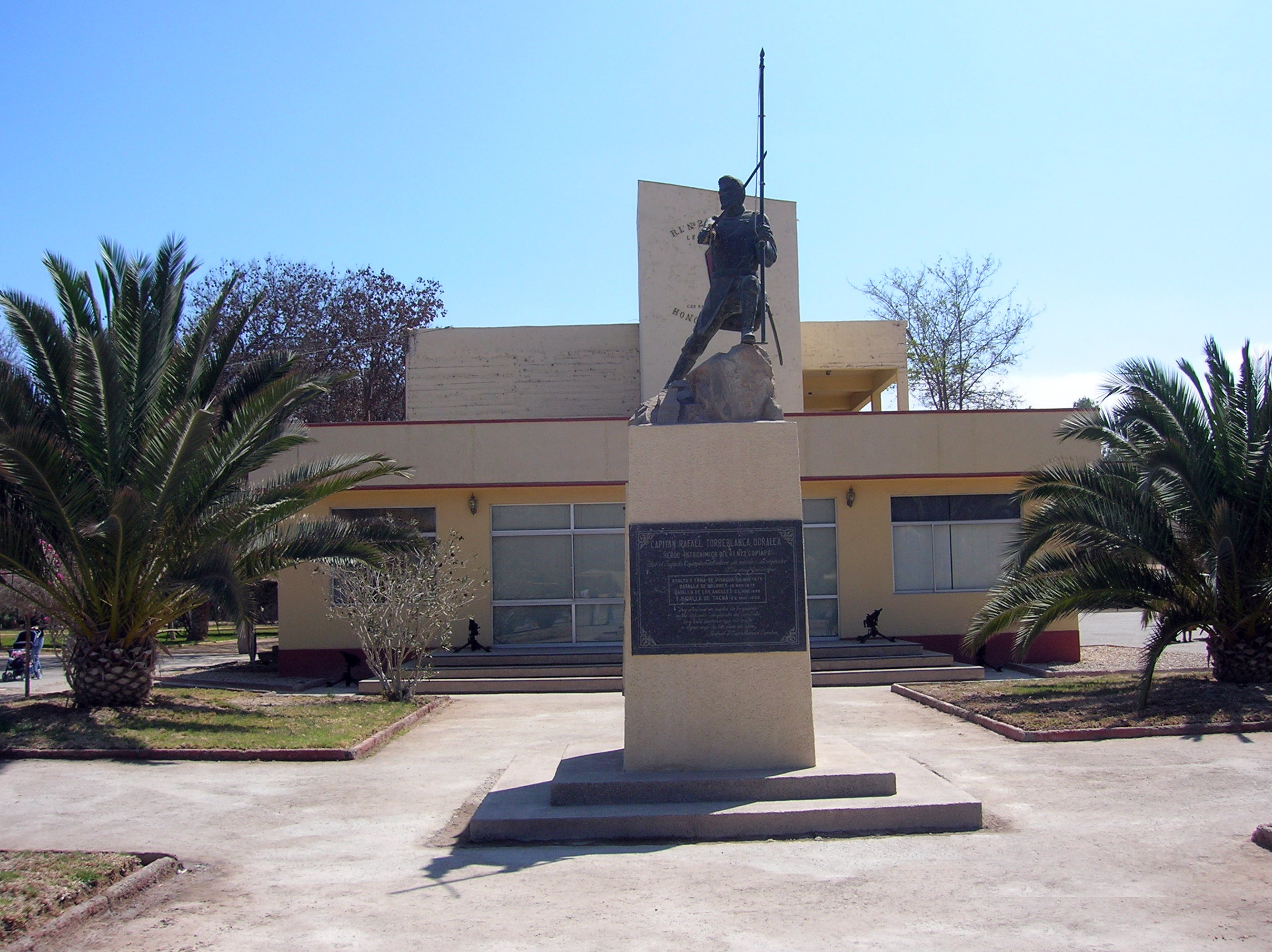
Monumento a Rafael Torreblanca en el Regimiento de Infantería n.º 23 "Copiapó".

Al regresar a Chile se convirtió en cateador (buscador de minerales del desierto) el año 1879. Ese mismo año estalló la guerra, enlistándose en el batallón Cívico de Atacama n.º 1.
Tuvo una destacada participación en el "Desembarco y toma de Pisagua", obteniendo el rango de Teniente por esa acción.
Las cartas de Rafael Torreblanca se conservan en dos cuerpos: un conjunto de trece cartas enviadas a sus hermanos Manuel Antonio y Petronila y un Historial de los movimientos del Regimiento Atacama y que finaliza con un detallado análisis del estado de las fuerzas del Regimiento en la víspera de la Batalla de Tacna. Torreblanca falleció durante dicho combate.

## Curiosidades
Es uno de los personajes reales de la obra Adiós al Séptimo de Línea del autor Jorge Inostrosa. Si bien muchas de las circunstancias del libro son imaginarias, su gesta aparece descrita en el texto con bastante realismo.